# Halsey (zangeres)
Halsey (Washington (New Jersey), 29 september 1994), artiestennaam van Ashley Nicolette Frangipane, is een Amerikaanse zangeres. Haar artiestennaam Halsey is een anagram van haar voornaam (Ashley) en verwijst naar het Halsey Street-station van de metro van New York.

## Levensloop en carrière
Haar vader is van voornamelijk Afro-Amerikaanse afkomst en is deels Iers. Haar moeder is Italiaans, Hongaars en Iers. Als kind speelde Halsey viool, altviool en cello. Op haar veertiende verruilde ze deze instrumenten voor de akoestische gitaar.

### Badlands en doorbraak
In 2014 speelde Halsey in het voorprogramma van The Kooks. In 2015 stond ze op het festival South by Southwest. Halsey brak door met haar lied Colors van het album Badlands. Het album haalde de nummer 2-positie in de Amerikaanse albumlijst, enkel in Australië evenaarde ze deze goede positie. Van het album bracht ze ook nog de singles New Americana en Ghost uit. In datzelfde jaar speelde ze in het voorprogramma van Imagine Dragons en The Weeknd. Ze zong Closer met The Chainsmokers, ook schreef ze mee aan de single. De single had een wereldwijd succes en stond enkele weken op nummer 1 in België en Nederland. De lyric video haalde twee miljard views op YouTube en meer dan anderhalf miljard streams op Spotify. Het duo kreeg een Grammy Award nominatie voor beste pop duo

### Hopeless Fountain Kingdom
Haar tweede conceptalbum is gebaseerd op het eeuwenoude verhaal van Romeo & Juliet. Tijdens een interview verklaarde dat ze na haar ‘’break up’’ met Lido verslaafd was aan deze film. Om dit project te realiseren werkte ze zelfs samen met Baz Luhrmann de regisseur van een gemoderniseerde versie van Romeo + Juliet die verscheen in de jaren 90. De eerste single op haar tweede studioalbum kwam uit in april 2017: Now or Never. De single haalde de 17de positie in de Verenigde Staten. Na enkele tv-optredens bracht de zangeres nog twee promotiesingles voor het album uit: Eyes Closed en Strangers. In juni 2017 kwam het album Hopeless Fountain Kingdom uit. Het album werd door Rolling Stone als 'radiovriendelijk' getypeerd. De tweede single van het album Bad At Love kwam meteen op nummer 5 in de Billboard Hot 100. Daarna ging ze op tournee om het album te promoten. In België bezocht ze de Ancienne Belgique en in Nederland de AFAS Live in het najaar van 2018. In juli 2018 kwam Eastside uit, een samenwerking met Benny Blanco en Khalid en in oktober 2018 kwam er een nieuwe single uit die nog niet eerder op een album had gestaan, Without Me. Met deze single haalde ze haar eerste solo nummer 1-hit binnen in haar thuisland. In België en Nederland behaalde ze een top 20-notering. Ze zong de single in verschillende televisieoptredens waaronder in Saturday Night Live. Op 17 mei kwam er een nieuwe single, Nightmare.
op 6 februari 2020 begon de Manic World Tour - haar derde concerttournee, ter ondersteuning van haar derde studioalbum Manic dat begin die maand verscheen. De tournee had tot in het voorjaar van 2020 moeten duren, maar werd abrupt afgebroken als gevolg van de uitbraak van de coronapandemie. Het laatste concert in deze tournee was op 12 maart dat jaar in Manchester.

### Privéleven
Haar muziek concentreert zich op haar persoonlijke ervaringen en op het vertellen van een verhaal. Ze is openlijk biseksueel.
Halsey is verloofd met acteur Avan Jogia.

## Discografie

### Albums
| Album met eventuele hitnotering(en) in de Nederlandse Album Top 100 | Datum van verschijnen | Datum van binnenkomst | Hoogste positie | Aantal weken | Opmerkingen |
| ------------------------------------------------------------------- | --------------------- | --------------------- | --------------- | ------------ | ----------- |
| Badlands                                                            | 2015                  | 05-09-2015            | 5               | 7            |             |
| Hopeless Fountain Kingdom                                           | 2017                  | 10-06-2017            | 15              | 13           |             |
| Manic                                                               | 2019                  | 25-01-2019            | 11              | 9            |             |
| If I Can't Have Love, I Want Power                                  | 2021                  | 27-08-2021            | 6               | 1*           |             |

| Album met hitnotering(en) in de Vlaamse Ultratop 200 albums | Datum van verschijnen | Datum van binnenkomst | Hoogste positie | Aantal weken | Opmerkingen |
| ----------------------------------------------------------- | --------------------- | --------------------- | --------------- | ------------ | ----------- |
| Badlands                                                    | 2015                  | 05-09-2015            | 10              | 9            |             |
| Hopeless Fountain Kingdom                                   | 2017                  | 10-06-2017            | 14              | 22           |             |
| Manic                                                       | 2019                  | 25-01-2019            | 9               | 21           |             |
| If I Can't Have Love, I Want Power                          | 2021                  | 27-08-2021            | 4               | 1*           |             |

### Singles
| Single met eventuele hitnotering(en) in de Nederlandse Top 40 | Datum van verschijnen | Datum van binnenkomst | Hoogste positie | Aantal weken | Opmerkingen                                                            |
| ------------------------------------------------------------- | --------------------- | --------------------- | --------------- | ------------ | ---------------------------------------------------------------------- |
| New Americana                                                 | 2015                  | 14-11-2015            | tip6            | 6            |                                                                        |
| The Feeling                                                   | 2015                  | 21-11-2015            | -               | 10           | met Justin Bieber / Nr. 25 in de Single Top 100                        |
| Closer                                                        | 2016                  | 20-08-2016            | 1(4wk)          | 24           | met The Chainsmokers / Nr. 1 in de Single Top 100                      |
| Now or Never                                                  | 2017                  | 08-04-2017            | tip7            | 8            | Nr. 84 in de Single Top 100                                            |
| Him & I                                                       | 2017                  | 13-01-2018            | 15              | 8            | met G-Eazy / Nr. 17 in de Single Top 100                               |
| Eastside                                                      | 2018                  | 06-10-2018            | 20              | 9            | met Benny Blanco & Khalid / Nr. 21 in de Single Top 100                |
| Without Me                                                    | 2018                  | 15-12-2018            | 14              | 13           | Nr. 10 in de Single Top 100                                            |
| 11 minutes                                                    | 2019                  | 09-03-2019            | 35              | 4            | met Yungblud & Travis Barker                                           |
| Boy with Luv                                                  | 2019                  | 20-04-2019            | tip1            | -            | met BTS                                                                |
| Nightmare                                                     | 2019                  | 18-05-2019            | tip9            | -            |                                                                        |
| Graveyard                                                     | 2019                  | 21-09-2019            | tip1            | -            |                                                                        |
| You Should Be Sad                                             | 2020                  | 18-01-2020            | tip2            | -            |                                                                        |
| Be Kind                                                       | 2020                  | 09-05-2020            | 13              | 11           | met Marshmello                                                         |
| Stay With Me                                                  | 2022                  | 22-7-2022             | 16              | 6            | met Justin Timberlake , Calvin Harris , Pharrell Williams /Alarmschijf |

| Single met hitnotering(en) in de Vlaamse Ultratop 50 | Datum van verschijnen | Datum van binnenkomst | Hoogste positie | Aantal weken | Opmerkingen                                               |
| ---------------------------------------------------- | --------------------- | --------------------- | --------------- | ------------ | --------------------------------------------------------- |
| New Americana                                        | 2015                  | 12-09-2015            | Tip 84          |              |                                                           |
| Ghost                                                | 2016                  | 30-01-2016            | Tip             |              |                                                           |
| Closer                                               | 2016                  | 13-08-2016            | 1(6wk)          | 30           | met The Chainsmokers / 3x Platina                         |
| Not Afraid Anymore                                   | 2017                  | 04-02-2017            | Tip             |              |                                                           |
| Now or Never                                         | 2017                  | 15-04-2017            | Tip 24          |              |                                                           |
| Bad at Love                                          | 2017                  | 16-09-2017            | Tip             |              |                                                           |
| Him & I                                              | 2017                  | 13-01-2018            | 18              | 10           | met G-Eazy / Goud                                         |
| Alone                                                | 2018                  | 21-04-2018            | Tip             |              | met Big Sean & Stefflon Don                               |
| Eastside                                             | 2018                  | 11-08-2018            | 28              | 18           | met Benny Blanco & Khalid / Goud                          |
| Without Me                                           | 2018                  | 17-11-2018            | 17              | 20           | Platina                                                   |
| 11 Minutes                                           | 2019                  | 23-02-2019            | Tip 2           |              |                                                           |
| Boy with Luv                                         | 2019                  | 20-04-2019            | Tip 4           | -            | met BTS                                                   |
| Nightmare                                            | 2019                  | 25-05-2019            | Tip 6           | -            |                                                           |
| Graveyard                                            | 2019                  | 21-09-2019            | Tip 7           | -            |                                                           |
| You Should Be Sad                                    | 2020                  | 25-01-2020            | 24              | 9            |                                                           |
| Be Kind                                              | 2020                  | 09-05-2020            | tip1            | -            | met Marshmello                                            |
| Life's a Mess                                        | 2020                  | 18-07-2020            | tip21           | -            | met Juice WRLD                                            |
| Stay With Me                                         | 2022                  | 22-7-2022             | 28              | 7*           | met Justin Timberlake , Calvin Harris , Pharrell Williams |